# Gemäldegalerie Düsseldorf (Gebäude)

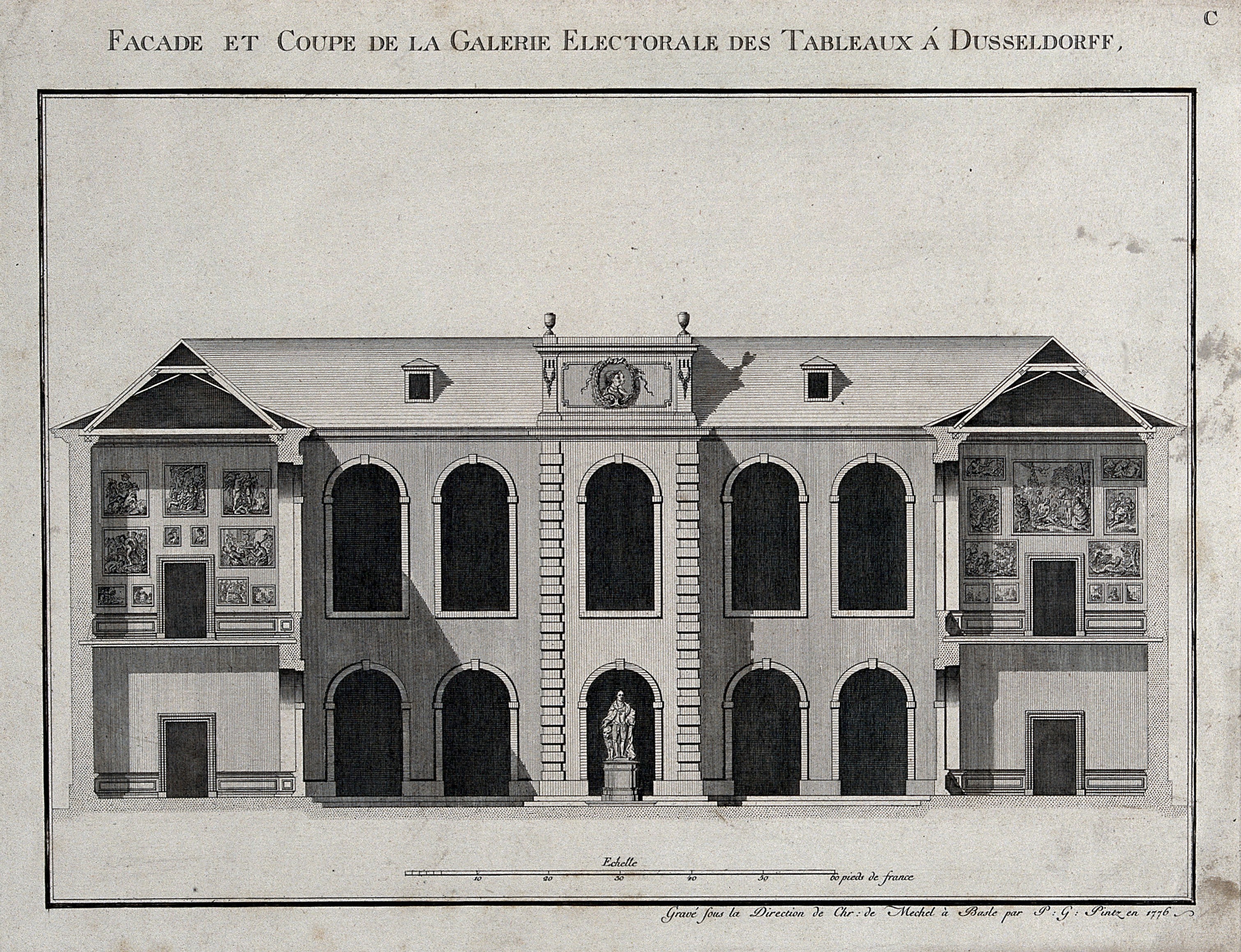
Aufriss des Mitteltrakts und Schnitt der Flügel des Galeriegebäudes (Kupferstich von 1776)

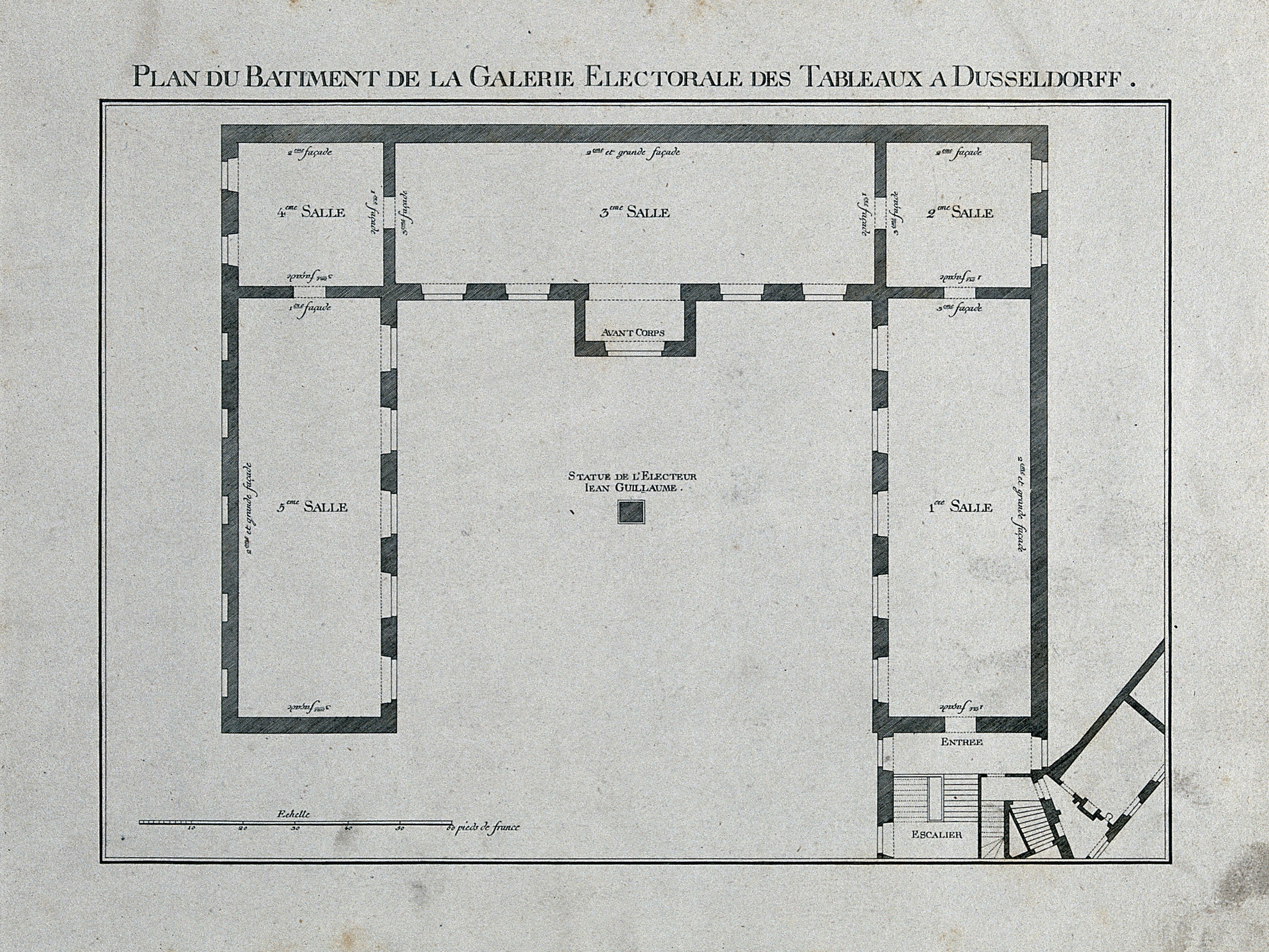
Gebäudegrundriss (1. Obergeschoss) der kurfürstlichen Gemäldegalerie in Düsseldorf mit Standort der Jan-Wellem-Statue in der Mitte des Ehrenhofs der Galerie, rechts unten das Treppenhaus als Eingangsbereich mit baulicher Verbindung zum Düsseldorfer Schloss

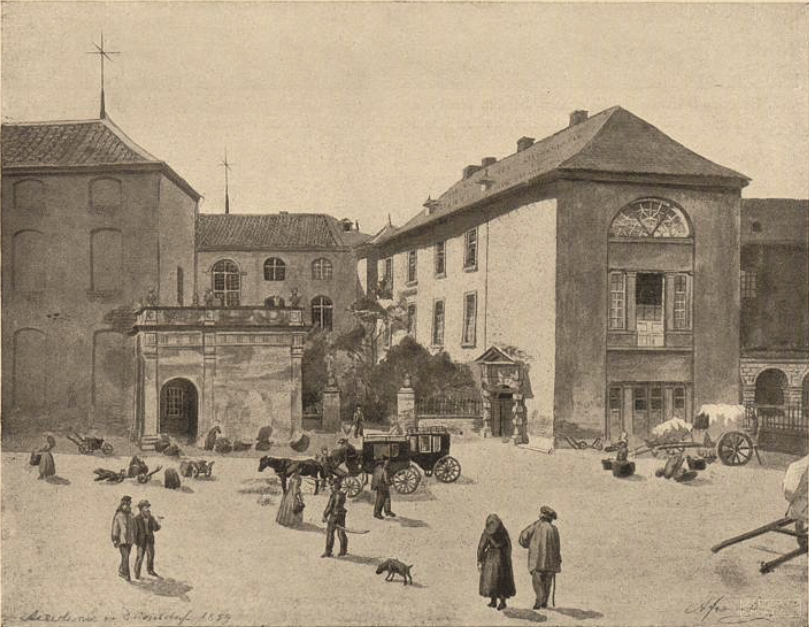
Burgplatz im Jahre 1859: Links der Galeriebau, rechts die Akademie, das ehemalige Schloss. Zeichnung von A. T. Frank

Die Gemäldegalerie Düsseldorf, auch Kurfürstliche Galerie, französisch Galerie électorale, war ein dreiflügeliges, zweigeschossiges Galeriegebäude in Düsseldorf und zählte zu den „frühesten selbständigen Museumsbauten Europas“. Zur Unterbringung der Kurfürstlichen Gemäldesammlung wurde es auf Anregung des Hofmalers Jan Frans van Douven im Auftrag des Kurfürsten Johann Wilhelm zu Pfalz-Neuburg spätestens ab 1705 geplant und auf der Südseite des Residenzschlosses am Rhein gebaut sowie zwischen 1710 und 1714 fertiggestellt. 1881 wurden zwei Flügel des Gebäudes abgerissen. An dem an seiner Stelle gelegenen Burgplatz ist nur noch der Ostflügel erhalten.

## Galeriegebäude
Den Entwurf für den Bau der Gemäldegalerie lieferte der kurpfälzische Generalsuperintendent Graf Matteo Alberti, die Ausführung oblag dem Hofarchitekten Jacob du Bois, einem Halbbruder des Hofbildhauers Gabriel Grupello. Der Historiker Friedrich Lau schrieb die Ausführung der Baumaßnahme dem Architekten Simon Sarto und dessen Kompagnon J. D. Persetz zu. Der barocke Backsteinbau, in dessen Erdgeschoss von Johann Joachim Winckelmann besorgte Abgüsse nach Antiken und große Statuen ausgestellt wurden, war auf seiner Nordseite mit dem Schloss verbunden, so dass der Kurfürst die Galerie von seinen Gemächern aus betreten konnte. Die Ausmalung des Treppenhauses schuf der Maler und Galerieinspektor Gerhard Joseph Karsch. Die Plafonds der Galeriesäle waren von dem Architektur- und Perspektivmaler Antonio Milanese gestaltet worden, zusammen mit Domenico Zanetti und Johann Fischer von Erlach. Den Eingang zur kurfürstlichen Gemäldegalerie flankierten die Porträtbüsten des Kurfürsten Johann Wilhelm und der Kurfürstin Anna Maria Luisa aus dem Hause Medici, geschaffen von Grupello. Sie befinden sich heute in der Rubens-Galerie des Museum Kunstpalast. Zwischen 1716 und 1738 stand auf dem Platz vor der Galerie die sogenannte Grupello-Pyramide, ein barocker Bronzeguss des Hofbildhauers Grupello, welche durch das Jan-Wellem-Denkmal, das heute im Rathaus steht, ersetzt wurde.

## Kurfürstliche Hofbibliothek / Königliche Landesbibliothek

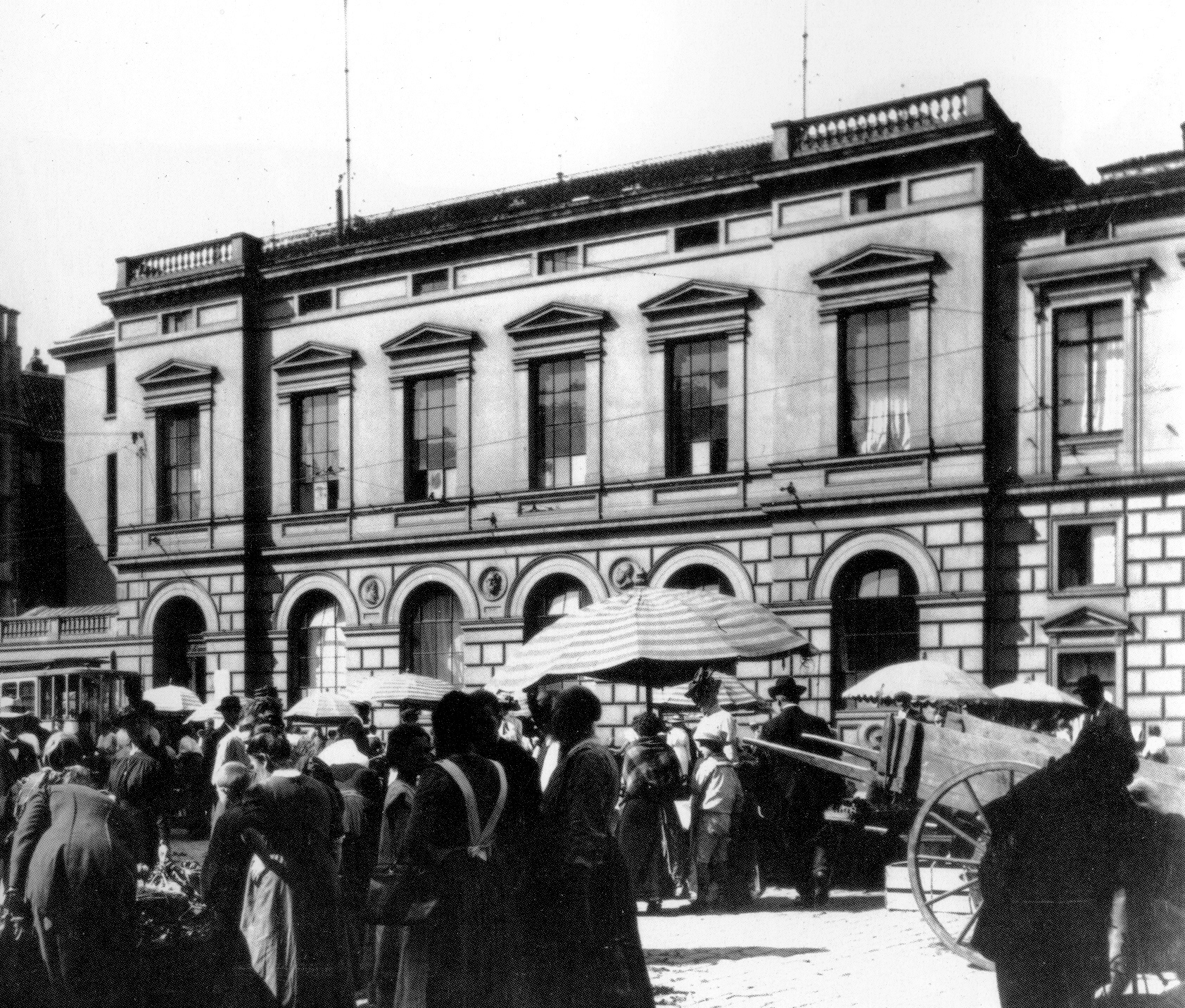
Königliche Landesbibliothek um 1902

Seit 1770 war in dem Galeriegebäude die von Karl Theodor von der Pfalz gegründete „Kurfürstliche öffentliche Bibliotheque“ untergebracht. Diese spielte im kulturellen Leben Düsseldorfs eine bedeutende Rolle: „Der unverkennbare Aufschwung der Bildungseinrichtungen im Jahrhundert der Aufklärung fand 1770 einen gewissen Höhepunkt in der Gründung einer öffentlichen Bibliothek, die nach ihren Statuten jedermann zur Verfügung stehen sollte.“
Die Bibliothek erhielt zunächst zwei Säle und ein Vorzimmer im Erdgeschoss des Südflügels, die zuvor der Hofregistratur zugewiesen waren. Da diese Räume sich aufgrund zu hoher Feuchtigkeit bald als ungeeignet erwiesen, zog die Bibliothek Ende 1777 in zwei Säle im Erdgeschoss des Ostflügels der Galerie um. 1803 wurde ein dritter Saal im Südflügel hinzugenommen, ein weiterer Umzug in zwei Säle des Obergeschosses des Ostflügels erfolgte 1822.

### Bestand
Neben den historischen Sammlungen der Landesbibliothek, die heute noch in der Universitäts- und Landesbibliothek Düsseldorf und dem Heinrich-Heine-Institut zu finden sind, wurde in der Königlichen Landesbibliothek auch eine Sammlung von kleinen Bronzewerken aus dem alten Schloss aufbewahrt:
- Statuette der Minerva, 33 cm hoch, aus unziselierter Bronze, Gusswerk von Gabriel Grupello. Die gewappnete Göttin, das Haupt mit hohem Helm und Lorbeerkranz stand vor einer Waffentrophäe, der linke Arm war leicht erhoben.
- Büste der pfälzischen Kurfürstin Anna Maria, Tochter des Großherzogs der Toskana und Frau von Johann Wilhelm von Pfalz-Neuburg. Das von Grupello geschaffene Werk war aus ziselierter Bronze und 56 cm hoch. Es stand auf einem hohen geschweiften Sockel, der an der Vorderseite in Basrelief einen auf Wolken thronenden Genius mit Posaune und Friedenspalme zeigte. Die Büste war aufwändig modelliert und kühn drapiert und galt als bedeutendes dekoratives Werk.
- Bronzefigur des Paris. Das Gusswerk von Grupello war 35 cm hoch und bestand aus unziselierter Bronze. Es stellte, in weichen und ruhig fließenden Linien, eine nackte Jünglingsfigur dar.
- Bronzefigur des sitzenden Paris (44 cm hoch) und eines sitzenden älteren Mannes (48 cm hoch). Diese galt als minderwertige Schülerarbeit und wurde der Gusshütte Gruppelos zugeschrieben.

## Erweiterung des Ostflügels 1869

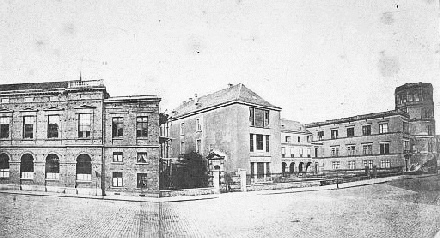
Altes Schloss in Düsseldorf (1869)
Königliche Landesbibliothek (links), Kunstakademie Düsseldorf (Mitte) sowie Ständehaus mit Schlossturm (rechts)

Durch stetige Ankäufe wurden die Bibliotheksräume mit der Zeit zu klein, so dass der Ostflügel der Gemäldegalerie 1866–1869 einen Anbau erhielt, der unter anderem einen neuen Bibliothekssaal, Katalog- und Lesezimmer umfasste. Die Baugeschichte dieser neuen Landesbibliothek am Burgplatz beschrieb Heino Pfannenschmid wie folgt:

„Im Jahre 1866 erfolgte die Genehmigung zur Ausführung des von dem Geheimen Regierungs- und Baurath Krüger hierselbst herrührenden, von dem königlichen Bauinspektor Schroers veranschlagten Entwurfes eines Erweiterungsbaues. Der ebenso geschmackvolle als solide Bau wurde unter der Leitung des genannten K. Bauinspectors im April 1867 begonnen und ist nunmehr vollendet. Durch diesen Erweiterungs-Bau sind außer den Wohnungen für den Bibliotheksdiener und den Castellan der Kunstakademie im Erdgeschoss und in der Zwischenetage zum Behuf der Bibliothek fünf Räume im ersten Stock gewonnen, nämlich zu den bereits vorhandenen […] noch ein langer Saal mit zwei Galerien, ein Lesezimmer und ein Arbeitszimmer des Bibliothekars, während der Raum des im alten Treppenhause befindlichen Katalog- und Bibliothekar-Zimmers durch Erweiterung für das jetzige s.g. Katalog-Zimmer verwandt wurde, da man die alte Treppe abbrach und durch eine neue im vorderen Anbau ersetzt. Der stattliche Erweiterungsbau ist von Ziegelsteinen aufgeführt und in den Façaden verputzt, das Dach ist mit Zink gedeckt. Die Baukosten, welche etwa 22000 Thaler betragen, sind durch eine außerordentliche Bewilligung des königl. Ministerium der geistlichen etc. Angelegenheiten flüssig gemacht worden.
Dieser durch den Erweiterungsbau neu gewonnene Raum, der im vergangenen Frühjahr bezogen wurde, war ein so durchaus nothwendiges Bedürfnis, daß er sammt den beiden alten mit Büchern besetzten Sälen grade zur Unterbringung und vielfach veränderten neuen Ausstellung der vorhandenen Büchermassen ausreicht, aber den Vortheil gewährt, durch leicht und bequemt anzubringende Repositorien auf längere Jahre dem Raummangel abzuhelfen.“

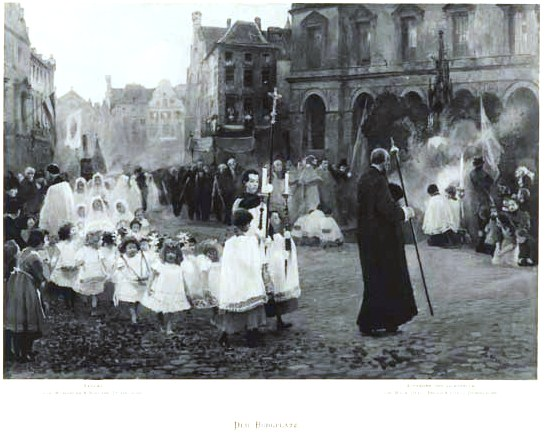
Der Ostflügel der Gemäldegalerie im Hintergrund eines Gemäldes von Wilhelm Schreuer
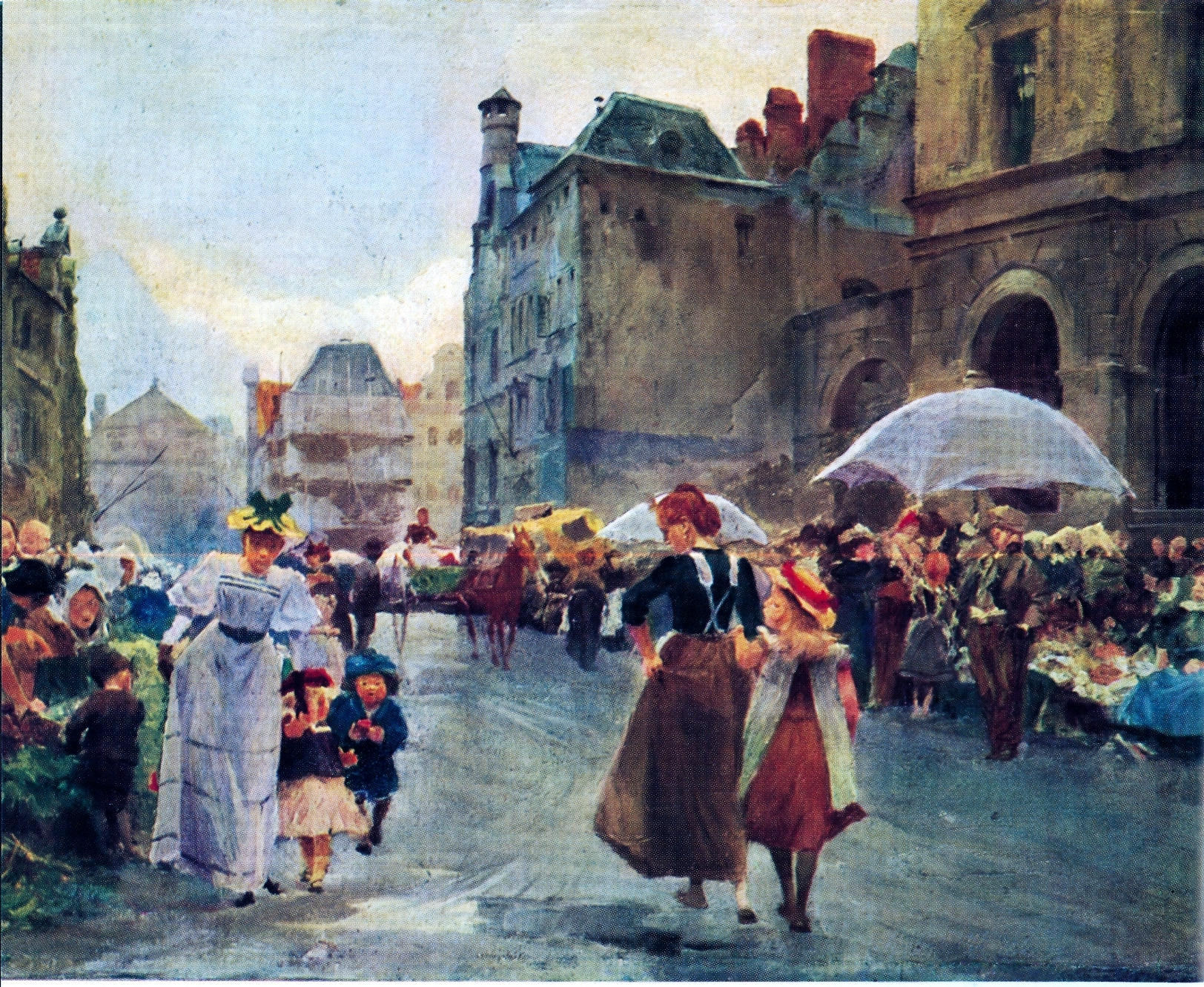
Der Ostflügel der Gemäldegalerie im Hintergrund eines Gemäldes von Wilhelm Schreuer

## Abriss des West- und des Südflügels

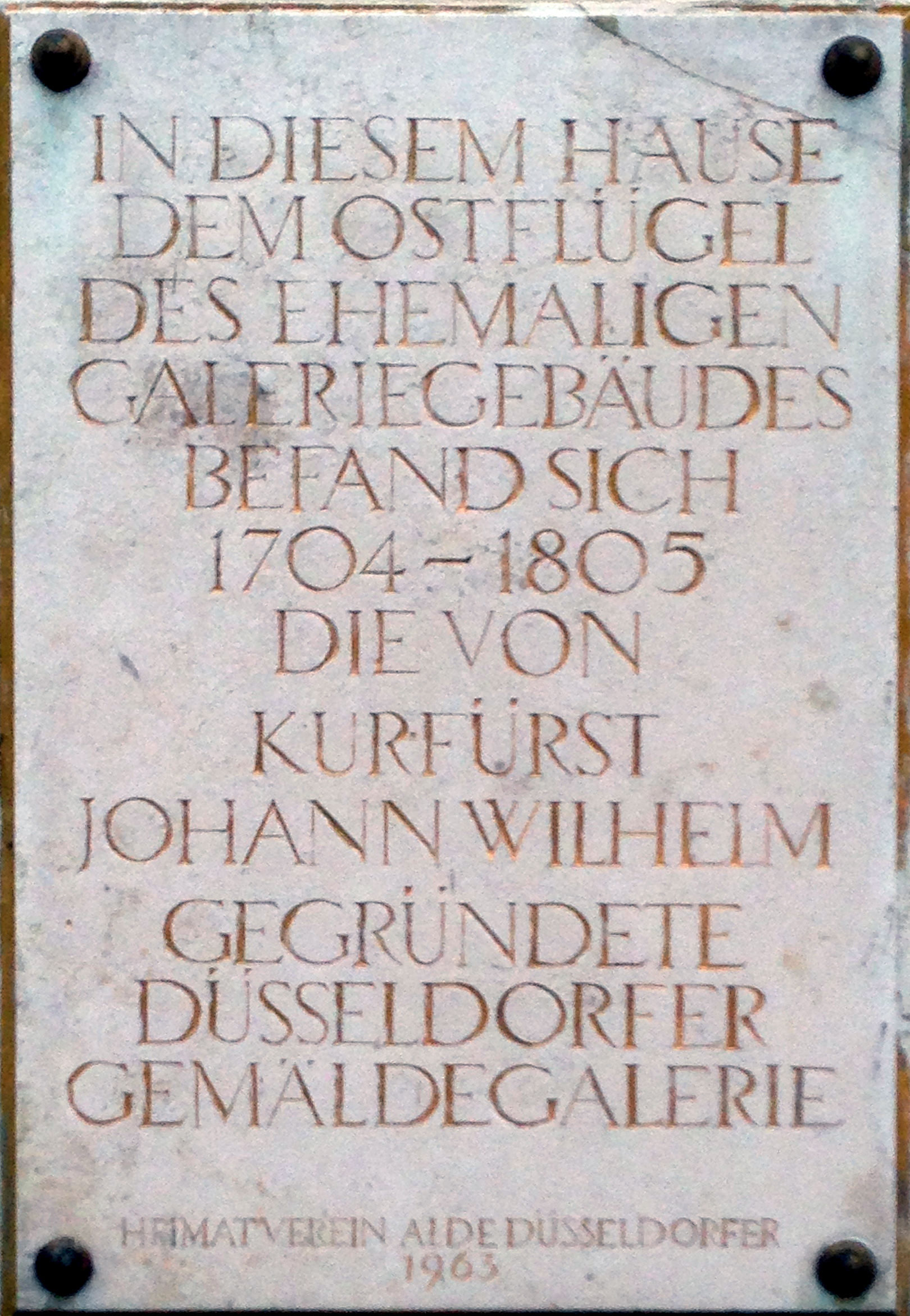
Erinnerungsplakette

Bei dem Brand des Düsseldorfer Schlosses im Jahr 1872 blieb das gesamte Galeriegebäude weitgehend verschont. Bis zur Eröffnung ihres Neubaus am Sicherheitshafen 1879 wurde die Kunstakademie vorübergehend in den verbliebenen Räumen der Galerie untergebracht. Das Gebäude wurde anschließend von der Stadt Düsseldorf übernommen, die den Antikensaal im Erdgeschoss unter der Bibliothek ab 1879 dem Historischen Museum zur Verfügung stellte. Der West- und der Südflügel der Galerie wurden ab 1881 für den Bau der Kunstgewerbeschule Düsseldorf abgerissen, von der zum verbliebenen Ostflügel später eine bauliche Verbindung geschaffen wurde. Die „Königliche Landesbibliothek“ wurde 1904 an die Stadt Düsseldorf abgegeben und bezog zwei Jahre später als „Landes- und Stadtbibliothek Düsseldorf“ den westlichen Trakt des Kunstgewerbemuseums am Friedrichsplatz, dem heutigen Grabbeplatz. 1928 wurde auch das Historische Museum in ebendieses Gebäude verlegt.
Der erweiterte Ostflügel der Galerie ist noch heute am Burgplatz 2 erhalten und wird mittlerweile von der Stadt Düsseldorf unter anderem als Verwaltungsgebäude genutzt.